# 群馬会館
群馬会館（ぐんまかいかん）は、群馬県前橋市大手町二丁目にある公会堂。群馬県庁昭和庁舎の向かい側に建つ。
昭和天皇の即位を記念して1930年（昭和5年）に建設された群馬県内最古の公会堂で、設計は県庁昭和庁舎と同じく佐藤功一が担当した。1983年（昭和58年）、第38回国民体育大会に合わせて外観を維持したまま内部改修が施され、1996年（平成8年）12月20日に国の登録有形文化財に登録された。前橋市民からは、同市の代表的なコンベンション施設として親しまれている。
建物はルネサンス様式で、地上4階・地下1階からなる。

## 施設

### ホール
- ホール
- 楽屋
- 準備室

### その他
- １階広間
- 会議室（第1～7）
- 食堂「群馬會舘食堂」

## アクセス
- JR両毛線前橋駅からバス6分。
- JR両毛線新前橋駅からバス7分。
- 上毛電気鉄道上毛線中央前橋駅からバス7分。
- 関越自動車道前橋インターチェンジから10分。